# 海姆·科西亞
海姆·科西亞（法語：Haïm Korsia，1963年9月27日—），出生於法國奥弗涅-罗讷-阿尔卑斯大区罗讷省的里昂，是法國猶太教的首席拉比。

## 生平
他的家庭是阿爾及利亞的猶太人和塞法迪猶太人，出生於里昂而在莫城長大，他在法國猶太神學院取得學士學位、蘭斯管理學院、高等研究應用學院、普瓦捷大學博士學位、巴黎-薩克雷大學等學校的養成和訓練。2008年被任命為拉比，2014年起成為法國首席拉比迄今，並在巴黎綜合理工學院擔任教職。

## 著作
- 2006年：《Être juif et Français : Jacob Kaplan, le rabbin de la République》（ISBN 978-2-35076023-0）
- 2006年：《À corps et à Toi》（ISBN 978-2-7427-6497-6）[3][4]
- 2007年：《La Kabbale pour débutants》（ISBN 978-2-84197423-8）
- 2009年：《Bioéthique : l'homme démultiplié, une réflexion juive sur l’humanité à venir》（ISBN 978-2-8489-8126-0）
- 2011年：與阿蘭·德拉·莫蘭迪斯（法語：Alain Maillard de La Morandais）、馬雷克·薛貝（法語：Malek Chebel）合著《Les enfants d'Abraham : un chrétien, un juif et un musulman dialoguent》（ISBN 978-2-7509-0663-4）
- 2011年：《Éthique et action publique》（ISBN 978-2841654321）
- 2011年：與艾莫里克·多伊奇（法語：Émeric Deutsch）合著《La Volonté de comprendre》（ISBN 979-1090108004）
- 2020年：《Réinventer les aurores》

## 受獎
- 2015年 法國榮譽軍團勳章
- 2020年 藝術與文學勳章
- 2021年 法國國家功績勳章

## 名譽獎助
- 2006年獲得法蘭西人文院 Prix Charles-Aubert獎助金
- 2014年成為法蘭西人文院院士
- 耶路撒冷希伯來大學 Prix Scopus獎助金

## 相關連結
- 海姆·科西亞的推特帳號：Haïm Korsia （页面存档备份，存于）
- 海姆·科西亞的Instagram帳號：Haïm Korsia （页面存档备份，存于）
- 海姆·科西亞的臉書粉絲專頁：Haim Korsia - Grand Rabbin de France